# خرمای عجوه
عجوه رقمی از خرما است که به‌طور گسترده در مدینه عربستان می‌روید. خرمایی بیضی شکل و متوسط با پوست سیاه است. معمولاً برای ماه رمضان و سایر مراسم مذهبی اسلامی افطار مصرف می‌شود، زیرا به‌طور سنتی با پیامبر اسلام محمد مرتبط است.
از خواص خرمای عجوه پیشگیری و درمان از سحر و  سمّ جانوران و وسوسه و آزار شیاطین است.
منظور از آزار شیاطین هم بحث ماوائی و هم جسمانی است. چونکه میکروب و ویروس از لشکر شیطان محسوب می‌شوند.

## کشت
مزارع خرمای عجوه اطراف مدینه را احاطه کرده‌اند. سالانه هزاران تن خرمای عجوه از منطقه مدینه صادر می‌شود.
اما این رقم خاص منحصر به فرد شهر مدینه نیست و در نقاط مختلف عربستان و قابل کشت است.